# Max Klotz (Politiker)
Max Klotz (* 3. September 1918 in Krün; † 14. Dezember 2003 in Garmisch-Partenkirchen) war ein deutscher Politiker der Bayernpartei.

## Leben
Klotz besuchte von 1928 bis 1934 die Realschule in Garmisch und Rosenheim und verbrachte bis zum 1. Oktober 1936 seine Lehrzeit im Fremdenverkehrs- und Kraftfahrzeuggewerbe. Von 1936 bis 1938 diente er im Rahmen der Wehrpflicht als Flugzeugführer. Nach dem Ausscheiden aus dem Wehrdienst trat er in der Laufbahngruppe des gehobenen technischen Dienstes in den Reichswetterdienst ein. Er musste jedoch bereits ab Kriegsbeginn als Wetteraufklärungsflieger, später als Jagdflieger und ab Ende 1942 als Fallschirmjäger in Polen, Frankreich, Norwegen, Russland und Nordafrika dienen. Die britische Armee nahm ihn 1943 in Tunis gefangen und übergab ihn an die US-Armee, welche ihn in die USA verschiffte, wo er als Lagersprecher, Dolmetscher und im Farmeinsatz tätig war. Er trat nach seiner Entlassung am 11. Mai 1946 wieder in den Wetterdienst beim Observatorium Hohenpeißenberg ein.
Seit Gründung der Bayernpartei im März 1948 war er Mitglied und Bezirksvorsitzender des Landkreises Schongau. Zudem saß er ab April 1948 im Kreistag sowie im Kreisausschuss von Schongau.
Klotz war vom 27. November 1950 bis zum 3. März 1958 für den Wahlkreis Oberbayern Mitglied des Bayerischen Landtages und der Bayernpartei-Fraktion. Im Landtag war er des Weiteren Mitglied des Ausschusses für Angelegenheiten der Heimatvertrieben und Kriegsfolgegeschädigten, des Ausschusses für Sicherheitsfragen, des Ausschusses zur Information über Bundesangelegenheiten, des Ausschusses für Verfassungs- und Rechtsfragen, des Ausschusses für kulturpolitische Angelegenheiten, des Ausschusses für Eingaben und Beschwerden und stellvertretendes Mitglied des Zwischenausschusses sowie Mitglied des Gefängnisbeirats der Strafanstalt Landsberg-Spötting.